# Mafalda (Vorname)
Mafalda ist ein weiblicher Vorname.

## Herkunft und Bedeutung
Er ist die italienische und portugiesische Variante des Namens Matilda bzw. Mathilde.

## Bekannte Namensträgerinnen
- Mafalda Arnauth (* 1974), portugiesische Fado-Sängerin
- Mafalda Prinzessin von Hessen (* 1965), deutsche Modedesignerin
- Mafalda Pereira (* 1976), portugiesische Freestyle-Skierin
- Mafalda von Portugal (um 1200–1257), portugiesische Prinzessin und Königin von Kastilien
- Mafalda Salvatini (1886–1971), italienische Opernsängerin (Sopran)
- Mafalda von Savoyen (1902–1944), italienische Adelige und KZ-Opfer